# Craterispermum montanum
Craterispermum montanum Hiern, 1877 è un albero della famiglia delle Rubiacee, endemico di São Tomé e Príncipe.